# Список рослин, що відлякують шкідників
Цей перелік рослин, що відлякують шкідників, містить рослини, які цінуються за їх здатність відлякувати комах, нематод та інших шкідників. Вони використовуються при супутньому садінні задля боротьби зі шкідниками в сільському господарстві, в садах, а також у домогосподарствах.
Деякі рослини продемонстрували свою дієвість як репеленти проти комах-гематофагів, наприклад, для цього підходить евкаліптовий лимон завдяки наявності у ньому ПМД, але через неповні дослідження та неправильне застосування результати можуть бути різними.
Ефірні олії багатьох рослин також добре відомі своїми властивостями відлякування шкідників. Олії рослин з родин Глухокропивові (м'яти), Злакові (тонконогові, трави) та Соснові - поширені у світі засоби від гематофагів. 
До рослин, які можна садити або використовувати свіжими для відлякування шкідників, відносяться:
| Рослина                     | Шкідники: |
| --------------------------- | --- |
| Базилік                     | відлякує мух, а також комарів морквяну муху, тріщалку спаржеву і білокрилок |
| Венерина мухоловка          | ловить комах |
| Гісоп                       | відлякує капустяну совку (Trichoplusia ni) та ріпакового білана |
| Дельфіній                   | відлякує попелиць |
| Полин                       | відлякує комах, у тому числі мурах, капустяну совку, весняну капустяну муху, морквяну муху, яблуневу плодожерку, земляних блішок, білокрилку, білана капустяного та білана ріпакового, а також мишей |
| Огірочник                   | відлякує томатного бражника та гусінь білана |
| Рицина                      | відлякує кротів |
| Котяча м'ята                | відлякує мурах, земляних блішок, попелиць, японського жука, крайовикових клопів, довгоносиків, колорадського жука, капустяну совку (Trichoplusia ni), та тарганів. Може приваблювати котів.          |
| Ромашка                     | відлякує летючих комах |
| Цибуля-трибулька            | відлякує морквяну муху, японського жука, і попелицю |
| Хризантема                  | відлякує тарганів, мурах, японського жука, кліщів, лусочниць, вошей, бліх, клопів та галових нематод                                                                                                 |
| Цитронелла                  | відлякує комах, може відлякувати кішок |
| Лимонні калачики            | насправді не відлякують комарів |
| Конюшина                    | відлякує попелицю та коваликів |
| Лантана звичайна            | відлякує комарів |
| Коріандр                    | відлякує попелицю, колорадського жука та павутинного кліща |
| Космея                      | відлякує кукурудзяну совку |
| Рябчик імператорський       | відлякує кроликів, мишей, кротів, полівок та ховрахів |
| Жоржини                     | відлякують нематод |
| Кріп                        | відлякує попелицю, крайовикових клопів, павутинних кліщів, капустяну совку (Trichoplusia ni) та ріпакового білана                                                                                    |
| Епазот                      | відлякує павутинного кліща, трипсову тлю і білокрилку |
| Евкаліпт                    | відлякує попелиць, капустяну совку (Trichoplusia ni) та колорадського жука |
| Кріп                        | відлякує попелиць, слимаків та равликів |
| Протигарячкова лантана      | відлякує комарів |
| Мірабіліс                   | приваблює та труїть японських жуків |
| Розлогі чорнобривці         | відлякують білокрилок, вбивають нематод |
| Часник                      | відлякує мух-квіткарок, капустяну совку (Trichoplusia ni), мексиканського квасолевого жука, та пильщика персикових дерев.                                                                            |
| Калачики                    | відлякують цикадок, кукурудзяну совку і ріпакового білана |
| Лаванда                     | відлякує міль, скорпіонів, водяних скорпіонів, бліх та мух, а також комарів |
| Пор                         | відлякує морквяну муху |
| Лимонне сорго               | відлякує комарів |
| Меліса                      | відлякує комарів |
| Чебрець лимонний            | відлякує комарів |
| Салат                       | відлякує морквяну муху |
| Лимонний базилік            | відлякує комарів |
| Мексиканські чорнобривці    | відлякують комах і кроликів |
| Мирра                       | відлякує комах |
| Нарцис                      | відлякує кротів |
| Красоля                     | відлякує крайовикових клопів, попелиць (хоча є суперечлива інформація від деяких джерел про те, що вона приваблює попелиць), багатьох жуків і капустяну совку                                        |
| Цибуля                      | відлякує кроликів, капустяну совку та ріпакового білана |
| Материнка                   | відлякує багатьох шкідників |
| Петрушка                    | відлякує спаржевих тріщалок |
| М'ята перцева               | відлякує попелицю, капустяну совку, земляних блішок, крайовикових клопів, білокрилок та ріпакового білана                                                                                            |
| Петунія                     | відлякує попелицю, томатного бражника, спаржеву тріщалку, цикадок та крайовикових клопів |
| Кухлеві рослини             | ловлять та перетравлюють комах |
| Редька                      | відлякує весняну капустяну муху та огіркових жуків |
| Розмарин                    | відлякує капустяну совку, морквяну муху, тарганів та комарів, слимаків, равликів, а також мексиканського квасолевого жука                                                                            |
| Перовська лебедолиста       | відлякує ос |
| Рута садова                 | відлякує огіркових жуків та земляних блішок |
| Сарраценія, кухлева рослина | чудово вміє вловлювати хижих соціальних ос |
| Кучерява м’ята              | відлякує бліх, міль, мурах, жуків, гризунів, попелиць, крайовикових клопів та капустяну совку |
| Щириця колюча               | відлякує личинки совки |
| Колінсонія канадська        | відлякує комарів |
| Чабер садовий               | відлякує зернівок |
| Пижмо                       | відлякує мурах, багатьох жуків і мух, крайовикових клопів, личинок совки, ріпакового білана та капустяного білана                                                                                    |
| Чебрець                     | відлякує капустяну совку, весняну капустяну муху, кукурудзяну совку, білокрилок, томатного бражника і ріпакового білана                                                                              |
| Тютюн                       | відлякує морквяну муху, земляних блішок та черв’яків. |
| Помідори                    | відлякують спаржевих тріщалок |

## Подальше читання
- Рослини-захисники [Архівовано 11 лютого 2022 у Wayback Machine.]